# Шуршма

Шуршма — река в России, протекает в Костромской и Нижегородской областях. Левый приток Унжи.

## География
Река Шуршма берёт начало в болоте Юровское. Течёт на северо-запад через сосновые и берёзовые леса. По реке проходит граница Костромской и Нижегородской областей. Шуршма впадает в залив Горьковского водохранилища на реке Унже. Устье реки находится в 23 км по левому берегу реки Унжи. Длина реки составляет 19 км.

## Данные водного реестра
По данным государственного водного реестра России относится к Верхневолжскому бассейновому округу, водохозяйственный участок реки — Унжа от истока и до устья, речной подбассейн реки — Бассей притоков Волги ниже Рыбинского водохранилища до впадения Оки. Речной бассейн реки — (Верхняя) Волга до Куйбышевского водохранилища (без бассейна Оки).
По данным геоинформационной системы водохозяйственного районирования территории РФ, подготовленной Федеральным агентством водных ресурсов:
- Код водного объекта в государственном водном реестре — 08010300312110000016850
- Код по гидрологической изученности (ГИ) — 110001685
- Код бассейна — 08.01.03.003
- Номер тома по ГИ — 10
- Выпуск по ГИ — 0